# Plogonnec
Plogonnec (bret. Plogoneg) – miejscowość i gmina we Francji, w regionie Bretania, w departamencie Finistère.
Według danych na rok 1990 gminę zamieszkiwały 3073 osoby, a gęstość zaludnienia wynosiła 57 osób/km² (wśród 1269 gmin Bretanii Plogonnec plasuje się na 172. miejscu pod względem liczby ludności, natomiast pod względem powierzchni na miejscu 58.).